# Melodická moll
Melodická moll (přesněji melodická mollová stupnice) je pojem z oboru hudební nauky označující specifický typ sedmitónové hudební stupnice.

## Složení melodické mollové stupnice
Složení melodické mollové stupnice se liší při vzestupném a sestupném běhu. Při vzestupném běhu obsahuje stupnice na šestém stupni interval velké sexty a na sedmém stupni interval velké septimy, ostatní intervaly jsou shodné jako u běžné (diatonické) mollové stupnice. Při sestupném běhu je použita malá septima a malá sexta, takže je složení úplně shodné s diatonickou mollovou stupnicí.
Následující tabulka obsahuje seznam intervalů jednotlivých stupňů vzhledem k základnímu tónu. Jako příklad je použita stupnice a moll, jejíž notaci obsahuje výše uvedený obrázek.
| Stupeň   | Interval (vzestup) | a moll (vzestup) | Interval (sestup) | a moll (sestup) |
| -------- | ------------------ | ---------------- | ----------------- | --------------- |
| I        | prima              | a                | prima             | a               |
| II       | velká sekunda      | h                | velká sekunda     | h               |
| III      | malá tercie        | c                | malá tercie       | c               |
| IV       | čistá kvarta       | d                | čistá kvarta      | d               |
| V        | čistá kvinta       | e                | čistá kvinta      | e               |
| VI       | velká sexta        | fis              | malá sexta        | f               |
| VII      | velká septima      | gis              | malá septima      | g               |
| VIII = I | oktáva             | a                | oktáva            | a               |

## Význam a použití
Melodická mollová stupnice oproti harmonické moll neobsahuje „nezpěvný“ interval tří půltónů mezi malou sextou na šestém a velkou septimou na sedmém stupni. Intervalové schéma harmonické moll 2-1-2-2-1-3-1 je ve vzestupné melodické moll změněno na diatonický postup 2-1-2-2-2-2-1. Různé verze vzestupné a sestupné stupnice znamenají výrazné oživení melodických možností a také umožňují kombinovat durovou subdominantu a dominantu vzestupné části s mollovou subdominantou a dominantou sestupné části, jak ukazuje následující odstavec.

## Harmonie melodické moll
Následující tabulka ukazuje na příkladu melodické stupnice a moll kvintakordy a septakordy, které mohou být použity na jejích jednotlivých stupních. Podrobnosti k významu akordových značek lze najít v článku Akordová značka.
Kromě zde uvedených akordů lze často použít (a také jsou používány) i akordy postavené na harmonické moll z tabulky Harmonie harmonické moll.

### Vzestupná
| Stupeň | Tón (a moll) | Kvintakord | Příklad (a moll)                  | Septakord     | Příklad (a moll)                    |
| ------ | ------------ | ---------- | --------------------------------- | ------------- | ----------------------------------- |
| I      | a            | mollový    | {\displaystyle Ami\,\!}           | velký mollový | {\displaystyle Ami^{7maj}\,\!}      |
| II     | h            | mollový    | {\displaystyle Hmi\,\!}           | malý mollový  | {\displaystyle Hmi^{7}\,\!}         |
| III    | c            | zvětšený   | {\displaystyle C^{5+}\,\!}        | zvětšený      | {\displaystyle C^{7maj/5+}\,\!}     |
| IV     | d            | durový     | {\displaystyle D\,\!}             | dominantní    | {\displaystyle D^{7}\,\!}           |
| V      | e            | durový     | {\displaystyle E\,\!}             | dominantní    | {\displaystyle E^{7}\,\!}           |
| VI     | fis          | zmenšený   | {\displaystyle F^{\#}mi^{5-}\,\!} | malý zmenšený | {\displaystyle F^{\#}mi^{7/5-}\,\!} |
| VII    | gis          | zmenšený   | {\displaystyle G^{\#}mi^{5-}\,\!} | malý zmenšený | {\displaystyle G^{\#}mi^{7/5-}\,\!} |

### Sestupná
| Stupeň | Tón (a moll) | Kvintakord | Příklad (a moll)             | Septakord     | Příklad (a moll)               |
| ------ | ------------ | ---------- | ---------------------------- | ------------- | ------------------------------ |
| I      | a            | mollový    | {\displaystyle Ami\,\!}      | malý mollový  | {\displaystyle Ami^{7}\,\!}    |
| II     | h            | zmenšený   | {\displaystyle Hmi^{5-}\,\!} | malý zmenšený | {\displaystyle Hmi^{7/5-}\,\!} |
| III    | c            | durový     | {\displaystyle C\,\!}        | velký         | {\displaystyle C^{7maj}\,\!}   |
| IV     | d            | mollový    | {\displaystyle Dmi\,\!}      | malý mollový  | {\displaystyle Dmi^{7}\,\!}    |
| V      | e            | mollový    | {\displaystyle Emi\,\!}      | malý mollový  | {\displaystyle Emi^{7}\,\!}    |
| VI     | f            | durový     | {\displaystyle F\,\!}        | velký         | {\displaystyle F^{7maj}\,\!}   |
| VII    | g            | durový     | {\displaystyle G\,\!}        | dominantní    | {\displaystyle G^{7}\,\!}      |